# Каменка (приток Савалы)
Каменка — река, правый приток Савалы, протекает по территории Ржаксинского района Тамбовской области России. Длина реки — 11 км, площадь водосборного бассейна — 64,3 км². Падение реки — 48 м. Средний уклон — 3,34 ‰.

## Описание
Каменка вытекает из пруда на высоте 177 м над уровнем моря, находящегося к северу от деревни Зимбулатово. Генеральным направлением течения реки является юг. На южной окраине села Каменка впадает в Савалу на высоте 129 м над уровнем моря.

## Данные водного реестра
По данным государственного водного реестра России относится к Донскому бассейновому округу, водохозяйственный участок реки — Савала, речной подбассейн реки — Хопёр. Речной бассейн реки — Дон (российская часть бассейна).
Код объекта в государственном водном реестре — 05010200312107000007089.